# Dersca (gmina)
Dersca – gmina w Rumunii, w okręgu Botoszany. Obejmuje tylko jedną miejscowość Dersca. W 2011 roku liczyła 3124 mieszkańców.